# Waldir Zito
Waldir Camilo Zito dos Santos ou simplesmente Waldir Zito (Duque de Caxias, 20 de maio de 1956) é um político brasileiro, prefeito do município de Belford Roxo entre 2001 e 2004. É irmão do político duquecaxiense José Camilo Zito.

## Carreira
Trabalhou como assessor de gabinete da Câmara Municipal de Duque de Caxias em 1989. Foi secretário de Serviços Públicos do município entre 1997 e 2000. 
No ano 2000, foi eleito prefeito do município de Belford Roxo em 2000, impulsionando pelo sucesso político do irmão. Administrou o município nos anos de 2001 até 2004, mas não se candidatando à reeleição. Voltou ao cenário político em 2008, quando não conseguiu se eleger vereador.
Também foi  secretario municipal de Obras em Duque de Caxias de 2009 a 2012, durante a gestão de seu irmão Zito. Foi acusado de peculato e crime ambiental em 2012.